# Концертино Прага
Концертино Прага (чеш. Concertino Praga) — международный конкурс юных исполнителей академической музыки, ежегодно начиная с 1966 года проводящийся в Праге под патронатом Чешского радио. К участию в конкурсе допускаются музыканты не старше 18 лет. Согласно ныне действующим условиям, конкурсанты приезжают в Прагу и записываются в студии Чешского радио, а затем на основе этих записей жюри выносит решение. Каждый год соревнуются исполнители в 3-4 номинациях (в том числе ансамбли), присуждаются только первая и вторая премии (а также почётные упоминания жюри). С 1980 г., помимо премий в каждой номинации, один из победителей получает абсолютную награду — Премию Гелены Карасковой.

## Известные участники
Многие из лауреатов конкурса в дальнейшем сделали заметную профессиональную карьеру — в их числе: 

Органистка Екатерина Мельникова (1981); 

Пианисты:
- Любовь Тимофеева (1966),
- Владимир Фельцман (1967),
- Полина Федотова (1976),
- Юлия Стадлер (1979),
- Карина Явленская (1980),
- Антон Батагов (1981, в составе фортепианного квартета),
- Валентина Лисица (1984, 1985),
- Константин Шамрай (2000);

Скрипачи:
- Дмитрий Ситковецкий (1966),
- Максим Федотов (1975),
- Сергей Стадлер (1976),
- Франтишек Новотны (1979),
- Сергей Левитин (1987),
- Юлиан Рахлин (1988);

Виолончелисты:
- Михаил Уткин (1967),
- Иосиф Фейгельсон (1970),
- Александр Рудин (1973),
- Леонид Горохов (1982);
- Нина Котова (1985),
- Микаэл Самсонов (1991);

Флейтисты:
- Марина Ворожцова (1971),
- Леонид Лебедев (1980),
- Денис Буряков (1998);

Гобоисты:
- Алексей Уткин (1971),
- Алексей Огринчук (1992),
- Иван Подъёмов (1998);

Кларнетисты:
- Йожеф Балог (1974),
- Сабина Майер (1974),
- Алексей Коровин (1977),
- Евгений Петров (1986, 1989),
- Валентин Урюпин (2001);

Валторнисты:
- Андрей Кузнецов (1971),
- Станислав Цес (1977),
- Эса Тапани (1986),
- Радек Баборак (1989);

Трубачи:
- Зденек Шедивы (1974),
- Джулиано Зоммерхальдер (2001).